# Ons Hémécht
Ons Hémécht (luksemburško Naša domovina) je od leta 1895 državna himna Luksemburga. Po besedilu Michela Lentza iz leta 1859 jo je 5. junija 1864 uglasbil Jean Antoine Zinnen.

## Besedilo
Wou d'Uelzécht durech d'Wisen zéit,

Duurch d'Fielsen d'Sauer brécht,

Wou d'Rief laanscht d'Musel dofteg bléit,

Den Himmel Wäin ons mécht:

Dat as onst Land, fir dat mer géif

Heinidden alles won,

Ons Hemechtsland dat mir so déif

An onsen Hierzer dron.

Ons Hemechtsland dat mir so déif

An onsen Hierzer dron.
An sengem donkle Bëscherkranz,

Vum Fridde stëll bewaacht,

Sou ouni Pronk an deire Glanz

Gemittlech léif et laacht;

Säi Vollek frou sech soë kann,

An 't si keng eidel Dreem:

Wéi wunnt et sech sou heemlech dran,

Wéi as 't sou gutt doheem!
Gesank, Gesank vu Bierg an Dall

Der Äärd, déi äis gedron;

D'Léift huet en treie Widderhall

A jidder Broscht gedon;

Fir, d'Hemecht ass keng Weis ze schéin;

All Wuert, dat vun er klénkt,

Gräift äis an d' Séil wéi Himmelstéin

An d'A wéi Feier blénkt.
O Du do uewen, deem séng Hand

Duurch d'Welt d'Natioune leet,

Behitt du d'Lëtzebuerger Land

Vum frieme Joch a Leed;

Du hues ons all als Kanner schon

De fräie Geescht jo ginn,

Looss viru blénken d'Fräiheetssonn,

Déi mir so laang gesinn!

Looss viru blénken d'Fräiheetssonn,

Déi mir so laang gesinn!